# 발화법

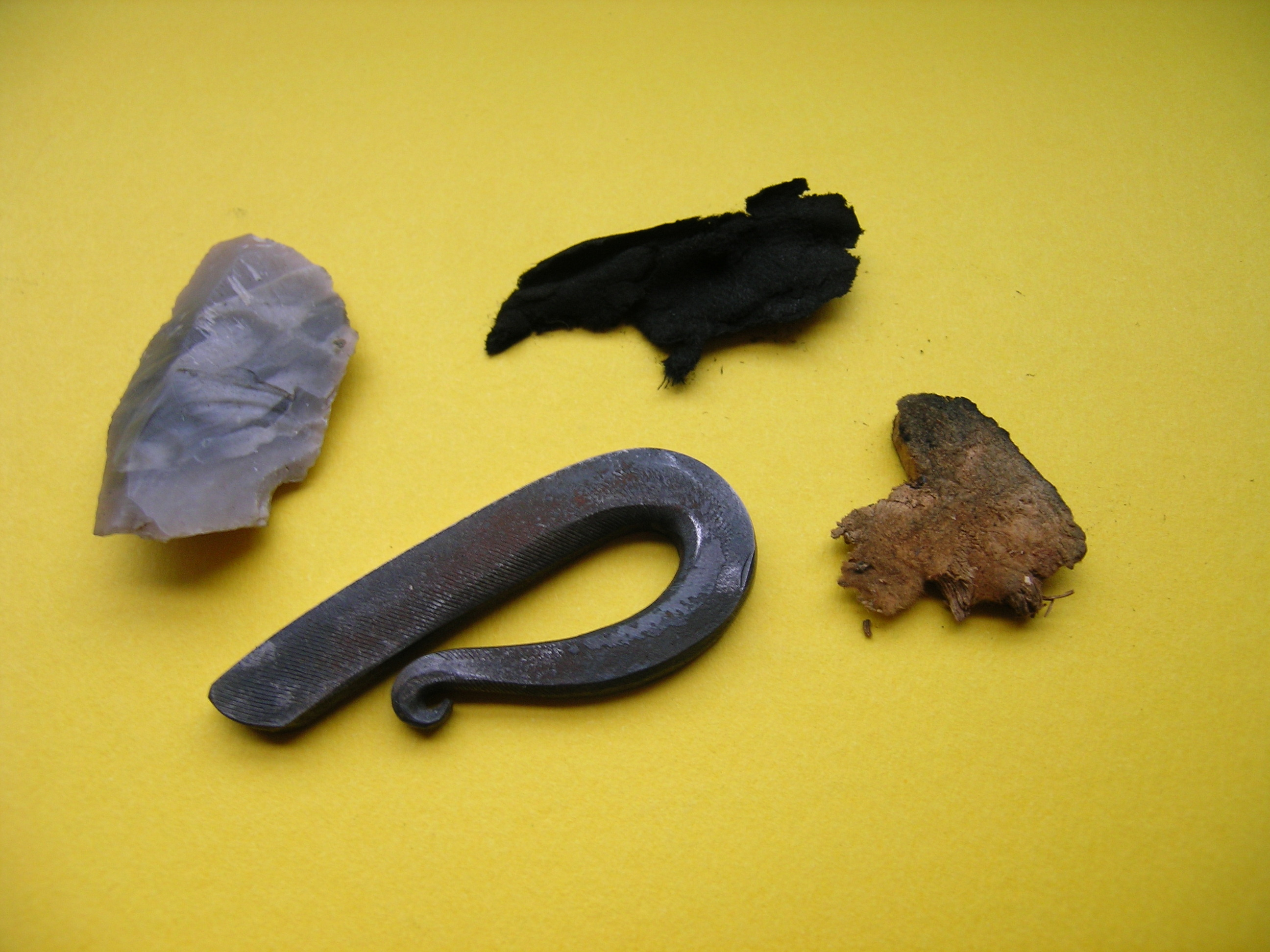

발화법(發火法, 영어: firelighting, firemaking, firecraft)은 불을 일으키는 방법이다. 불을 일으키는 방법에는 문화적, 지리적으로 각각 다양한 방법이 있다.

## 같이 보기
- 파이어 스트라이커(en:Fire striker, 파이어 스틸)
- 생존주의
  - 라이프스트로우